# 케르케이라저녁쥐
케르케이라저녁쥐(Calomys cerqueirai)는 비단털쥐과에 속하는 남아메리카 설치류이다. 브라질 미나스제라이스주의 토착종이다. 자연 서식지는 초본식물 지역이다. 꼬리 길이 75~85mm를 제외한 몸길이가 86~112mm이고, 발 길이는 21~22mm, 귀 길이는 16~18mm, 몸무게는 25~35g이다. 종소명과 일반명은 브라질 포유류학자 케르케이라(Rui Cerqueira)의 이름에서 유래했다.